# Vajne, Odesa
Vajne (în ucraineană Важне) este un sat în comuna Vîhoda din raionul Odesa, regiunea Odesa, Ucraina.

## Demografie
Componența lingvistică a localității Vajne
     Ucraineană (84,62%)
     Rusă (13,19%)
     Bulgară (1,1%)
     Română (1,1%)
Conform recensământului din 2001, majoritatea populației localității Vajne era vorbitoare de ucraineană (84,62%), existând în minoritate și vorbitori de rusă (13,19%), română (1,1%) și bulgară (1,1%).